# Norra Selsbosjön
Norra Selsbosjön är en sjö i Örnsköldsviks kommun i Ångermanland och ingår i Moälvens huvudavrinningsområde. Sjön har en area på 0,0806 kvadratkilometer och ligger 282,1 meter över havet. Sjön avvattnas av vattendraget Selsbosjöbäcken.

## Delavrinningsområde
Norra Selsbosjön ingår i det delavrinningsområde (706561-160353) som SMHI kallar för Mynnar i Holmsjöbäcken. Medelhöjden är 305 meter över havet och ytan är 20,24 kvadratkilometer. Det finns inga avrinningsområden uppströms utan avrinningsområdet är högsta punkten. Selsbosjöbäcken som avvattnar avrinningsområdet har biflödesordning 3, vilket innebär att vattnet flödar genom totalt 3 vattendrag innan det når havet efter 87 kilometer. Avrinningsområdet består mestadels av skog (69 procent) och sankmarker (13 procent). Avrinningsområdet har 0,24 kvadratkilometer vattenytor vilket ger det en sjöprocent på 1,2 procent.